# Erdbeben im Golf von Euböa 426 v. Chr.

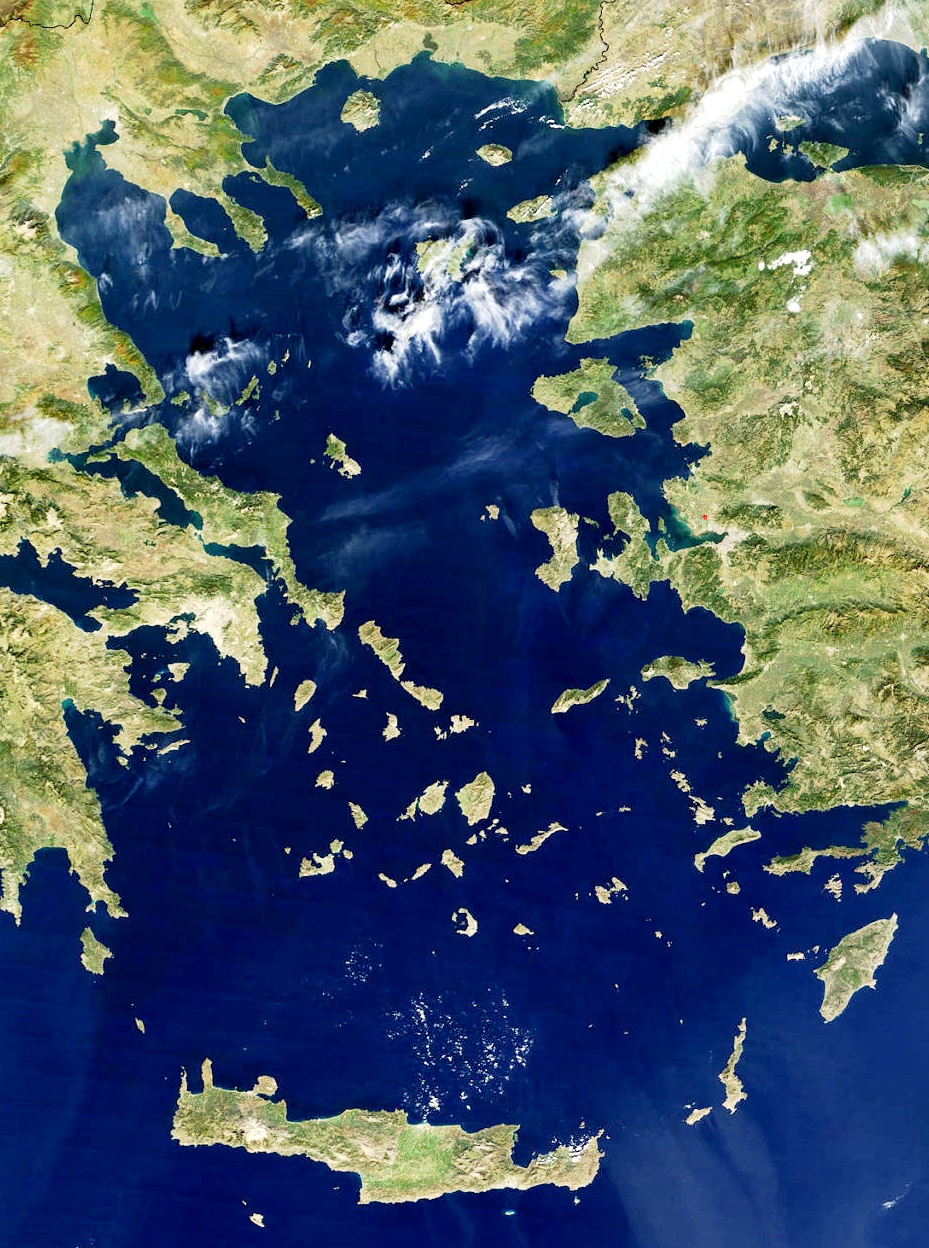
Ägäisches Meer

Das Erdbeben im Golf von Euböa 426 v. Chr. verwüstete im Sommer des Jahres 426 v. Chr. die Küsten des Golfes von Malia und des Nördlichen Golfs von Euböa in Griechenland. Das Erdbeben löste einen Tsunami aus, der Küsten und Städte überflutete. Die Intensität des Erdbebens wird anhand der historisch überlieferten Schadensbeschreibungen auf XI nach der MSK-Skala geschätzt.
Das Ereignis war für den griechischen Geschichtsschreiber Thukydides Anlass, die Ursache der Flutwelle zu ergründen. Er kam zu dem Ergebnis, ein Erdbeben müsse den Tsunami hervorgerufen haben. Thukydides war der erste Naturwissenschaftler, der das Beben und die Welle in eine Ursache-Wirkungsbeziehung setzte. Sein Vorgänger Herodot hatte den Tsunami von Potidea (479 v. Chr.) noch auf die Rache Poseidons zurückgeführt.

## Historische Aufzeichnungen
Das Erdbeben im Golf von Euböa gehört zu einer Erdbebenserie im Sommer des Jahres 426 v. Chr., die im Peloponnesischen Krieg die Spartaner zwang, die Invasion Attikas abzubrechen. Der Geograph Strabon berichtete, dass Teile der Griechischen Inseln überflutet, Städte verwüstet wurden und Flüsse ihren Lauf dauerhaft geändert haben. Der Tsunami traf die Küste im Golf von Maliakos an drei Stellen und erreichte sogar Städte, die eine Dreiviertel Meile vom Meer entfernt waren. Der Tsunami traf mit solcher Gewalt auf, dass eine Trireme aus ihrem Dock gehoben und über die Stadtmauer geschleudert wurde.
Thukydides hinterließ einen Bericht, in dem er zwei der charakteristischen Kennzeichen eines Tsunamis festhielt, nämlich das rapide Sinken des Meeresspiegels und die eigentliche Welle:

„Ungefähr zur Zeit des Erdbebens zog sich das Meer in Orobiai auf Euböa von seinem üblichen Küstenverlauf zurück, kam als gewaltige Welle zurück und überflutete einen großen Teil der Stadt, so dass nun Meer ist, was einst Land war, wie auch die Stadtbewohner umkamen, die sich nicht rechtzeitig auf höheres Gelände retten konnten. Eine ähnliche Überschwemmung ereignete sich auf Atalanti, der Insel vor der opuntisch-lokrischen Küste, wo Teile einer Athener Befestigung weggeschwemmt wurden und eines von zwei auf den Strand gezogenen Schiffen zerstört wurde. Auch von Peparethos zog sich das Meer ein wenig zurück, jedoch ohne eine folgende Überschwemmung, jedoch brachte ein Erdbeben einen Teil der Stadtmauer, die Stadthalle und einige andere Gebäude zum Einsturz.“

Er schlussfolgerte:

„Meiner Ansicht nach muss als Ursache dieses Phänomens das Erdbeben gesehen werden. An der Stelle, wo seine Erschütterungen am heftigsten waren, hat sich die See zurückgezogen, um plötzlich mit vervielfachter Gewalt zurückzukehren. Dies verursacht die Überflutung. Ich verstehe nicht, wie sich eine solche Katastrophe ohne das Erdbeben hätte ereignen können.“

## Wissenschaftliche Aufarbeitung
Während das Epizentrum des Bebens bislang nicht ermittelt werden konnte, kommt als Grund eher eine Krustenbewegung entlang der Verwerfungen im Golf von Euböa in Frage als eine Serie von unterseeischen Erdrutschen. Die Bewegungen an den Verwerfungen stehen im Zusammenhang mit den plattentektonischen Vorgängen im Ionischen Meer, wo die Afrikanische Platte unter den Anatolischen Block, einen Teil der Eurasischen Platte, nach Nordosten subduziert wird.
Unvereinbarkeiten in den Schilderungen von Strabon und Thukydides veranlassten Wissenschaftler des Instituts für Geodynamik am Nationalen Observatorium von Athen und des Geologischen Instituts der Aristoteles-Universität von Thessaloniki nach Textvergleichen und der Heranziehung archäologischer Befunde zu der Annahme, dass es sich bei dem unter der Bezeichnung Erdbeben von 426 v. Chr. bekannten Erdbeben um zwei verschiedene Erdbeben gehandelt haben könnte.